# Anna Dallapiccola
Anna Líbera Dallapíccola (1 de diciembre de 1944) es una investigadora y escritora italiana, erudita en arte asiático y en artes y las doctrinas de la India.

## Carrera
Nació el 1 de diciembre de 1944 con el nombre Annalíbera Dallapíccola.
Es hija del compositor dodecafonista italiano Luigi Dallapiccolla (1904-1975) y de Laura Coen Luzzatto (de ascendencia judía).
Los años de la guerra mundial en Italia representaron un periodo de angustia y sufrimiento para sus padres.
Italia fue ocupada por tropas alemanas nazis.
Comenzaron también en Italia las deportaciones de judíos, por lo que sus padres se vieron forzados a abandonar Florencia para esconderse en una villa de unos amigos en la vecina Fiésole. Cuando terminó la ocupación nazi de Italia, sus padres retornaron a Florencia, donde nació Annalíbera.
Su nombre Líbera se refiere a la liberación de Florencia del fascismo, el 11 de agosto de 1944.
En su octavo cumpleaños, el 1 de diciembre de 1952, su padre le dedicó su Quaderno musicale di Annalibera (cuyo título homenajea al Cuaderno de Anna de Johann Sebastian Bach).
Dallapíccola se casó con un profesor alemán (de apellido Dahmen), y se mudó a Alemania, donde completó su formación.
En esa época firmaba sus obras como Anna Libera Dahmen-Dallapiccola.
Durante veinte años, Dallapíccola fue profesora de historia del arte en el Instituto del Sur de Asia, de la Universidad de Heidelberg (Alemania).
Más tarde se mudó a Gran Bretaña, donde es profesora honoraria la Universidad de Edimburgo y profesora visitante en la De Montfort University (en Leicester).
Es miembro (fellow) del Royal Asiatic Society (en Londres) y de la American Oriental Society (en New Haven, Connecticut).
Es profesora honoraria de Bellas Artes en la Universidad de Pensilvania.
Para llevar a cabo sus investigaciones, ha realizado numerosos viajes por toda la India (especialmente por el sur).
En India trabajó con el Proyecto de Investigación Viyaia Nagara y participó en el Proyecto Cambridge Kumbakonam.
En 2009 está trabajando con la colección de tapices kalamkari en el Victoria and Albert Museum (en Londres).
Recientemente escribió el catálogo de pinturas del Sur de la India (para el Museo Británico).

## Obra
- Indian Art in Detail. Boston (EE. UU.) Harvard University Press, 2007. ISBN 9780674026919, ISBN 0674026918.

- Dictionary of Hindu Lore and Legend (diccionario de mitos y leyendas hinduistas). Nueva York: Thames & Hudson, 2002. ISBN 9780500284025, ISBN 0500284024.

- Indian Love Poetry (96 p.) Londres: British Museum Press, 2006. ISBN 978-0-7141-2437-7, ISBN 0714124370.

- Sculpture at Vijayanagara: Iconography and Style. Nueva Delhi: Manohar, 1998. ISBN 9788173042324 ISBN 8173042322.

- Krishna: The Divine Lover. Myth and legend through Indian art. Anna Dallapíccola y Enrico Isacco (eds.) David R. Godine (Boston), 1982. ISBN 9780879234577. ISBN 0879234571.

- An early document of Indian art: The Citralaksana of Nagnajit. Goswamy, B. N. & Dahmen-Dallapíccola (traductores). Nueva Delhi: Manohar Publications, 1976.

- Hindu Visions of the Sacred.

- The Stúpa: its religious, historical and architectural significance, por Anna L. Dallapíccola, y Stephanie Zingel-Avé Lallemant.